# Ковалевская, Сабина
Сабина Ковалевская (лит. Sabina Kovalevskaja; 13 декабря 1993, Вильнюс) — литовская шашистка (международные шашки  и русские шашки). Экс-чемпионка страны среди женщин по международным шашкам (2010), чемпионка Литвы среди девушек (2011). В составе клуба Kulikauskas — бронзовый призёр Кубка Европейской конфедерации (XIth Women Confederation Cup). мастер ФМЖД среди женщин.
В 14 лет Сабина Ковалевская стала призёром чемпионата Литвы (2008).
FMJD-Id: 14071.

## Спортивные результаты
Чемпионат Литвы по русским шашкам среди женщин
2008 — 2 место, 2010 — 2 место, 2011 — 3 место,
Чемпионат Литвы по международным шашкам среди женщин
2010 — 1 место,
2009 — 2 место,